# 青山生柳
青山生柳（学名：Salix oritrepha var. amnematchinensis）为杨柳科柳属下的一个变种。

## 扩展阅读
- 維基物種上的相關：青山生柳